# Spalerosophis
Genre
Spalerosophis est un genre de serpents de la famille des Colubridae.

## Répartition
Les espèces de ce genre se rencontrent du Nord de l'Afrique jusqu'en Inde et au Pakistan, en passant par plusieurs pays du Moyen-Orient.

## Liste des espèces
Selon The Reptile Database (19 mars 2012) :
- Spalerosophis arenarius (Boulenger, 1890)
- Spalerosophis atriceps (Fischer, 1885)
- Spalerosophis diadema (Schlegel, 1837)
- Spalerosophis dolichospilus (Werner, 1923)
- Spalerosophis josephscorteccii Lanza, 1964
- Spalerosophis microlepis Jan, 1865

## Publication originale
- Jan, 1865 : Prime linee dúna fauna della Persia occidentale, p. 342-357 in de Filippi, 1865 : Note di un Viaggio in Persia nel 1862, G. Daelli & C. Editori, Milan, p. 1-369.